# Azane
Cet article court présente un sujet plus développé dans : ammoniac.
Un azane est un hydrure d'azote saturé acyclique formant une série homologue de formule générale NnHn+2. Le plus simple des azanes est l'ammoniac NH3, suivi par l'hydrazine N2H4, le triazane N3H5, etc. Les termes de la série deviennent rapidement très instables, et seuls les deux premiers sont manipulés couramment au laboratoire ; le triazane peut quant à lui être observé dans certaines conditions particulières.
- Ammoniac NH3.
- Hydrazine N2H4.
- Triazane N3H5.
- Tétrazane N4H6.

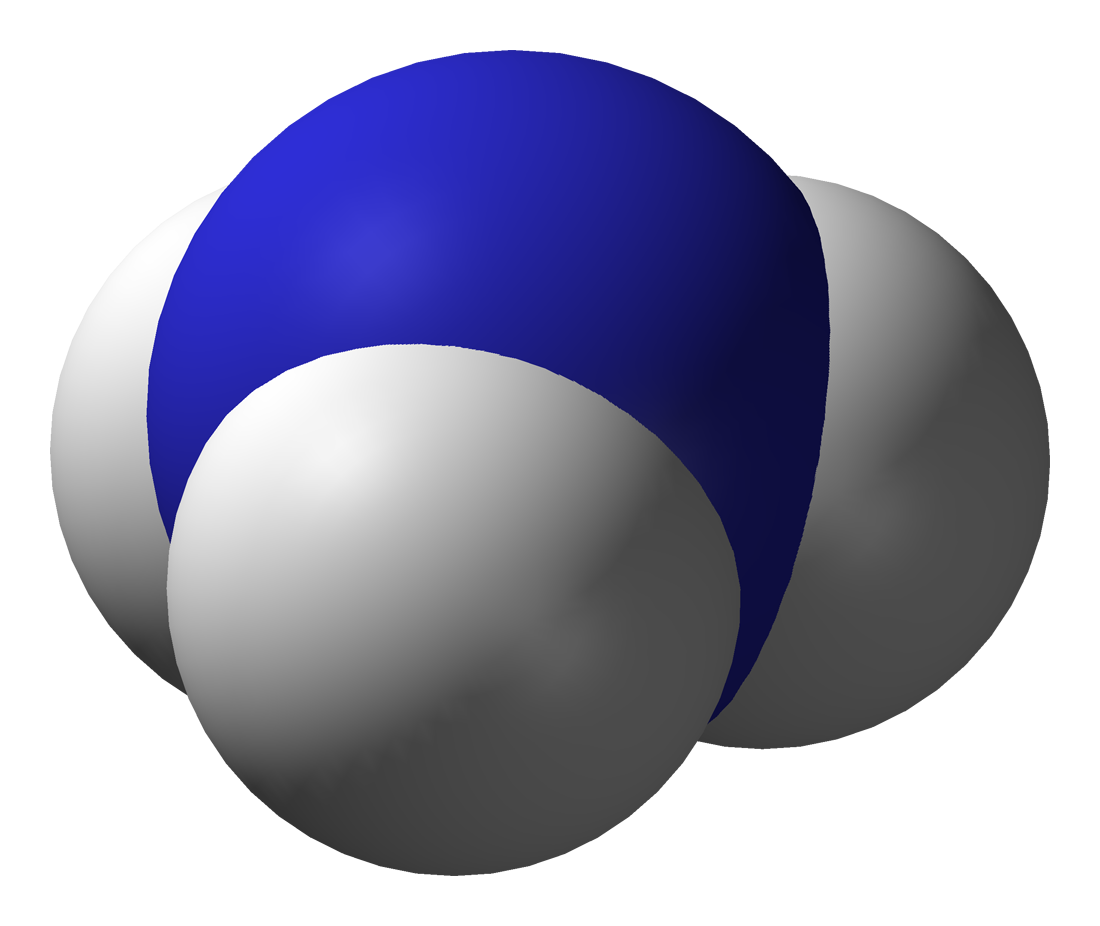
Ammoniac.
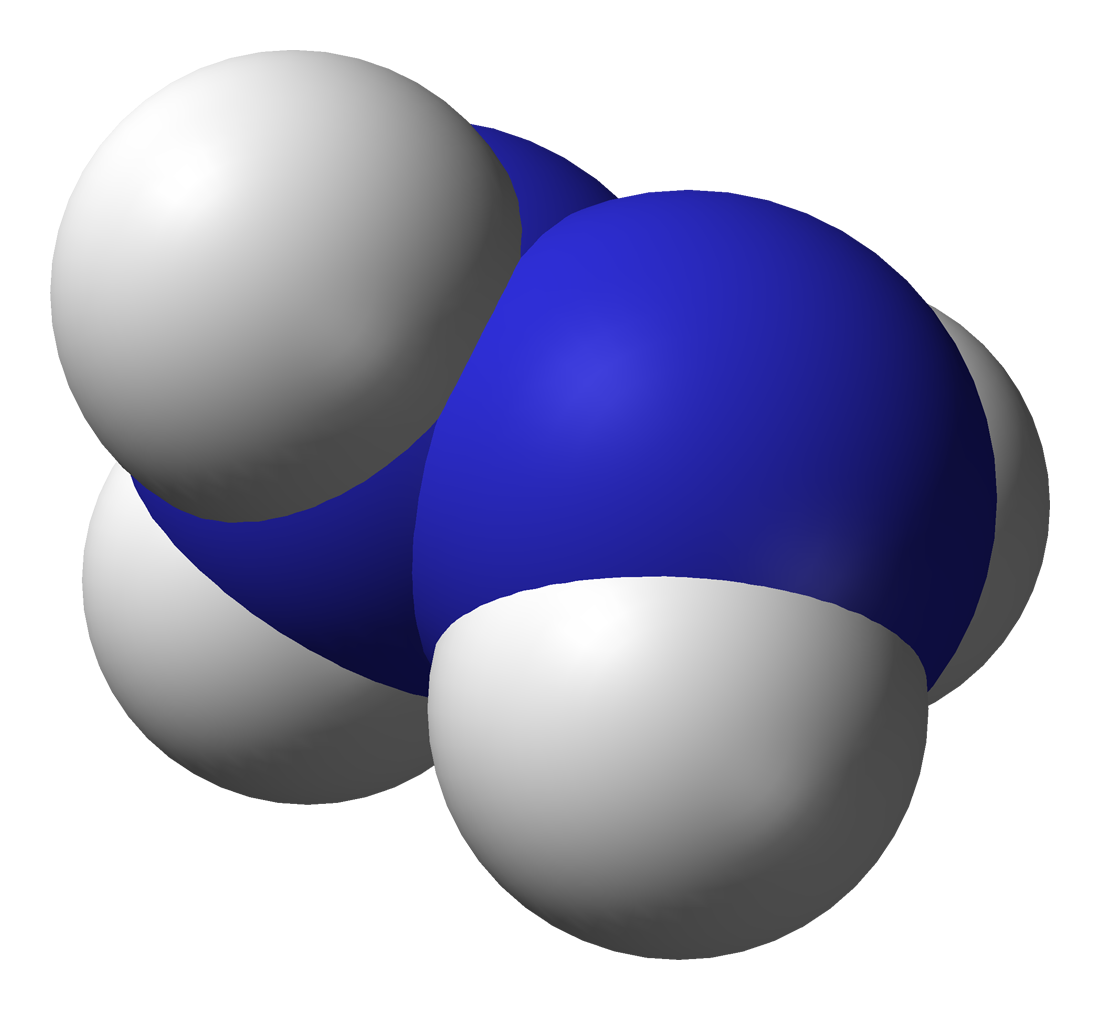
Hydrazine.
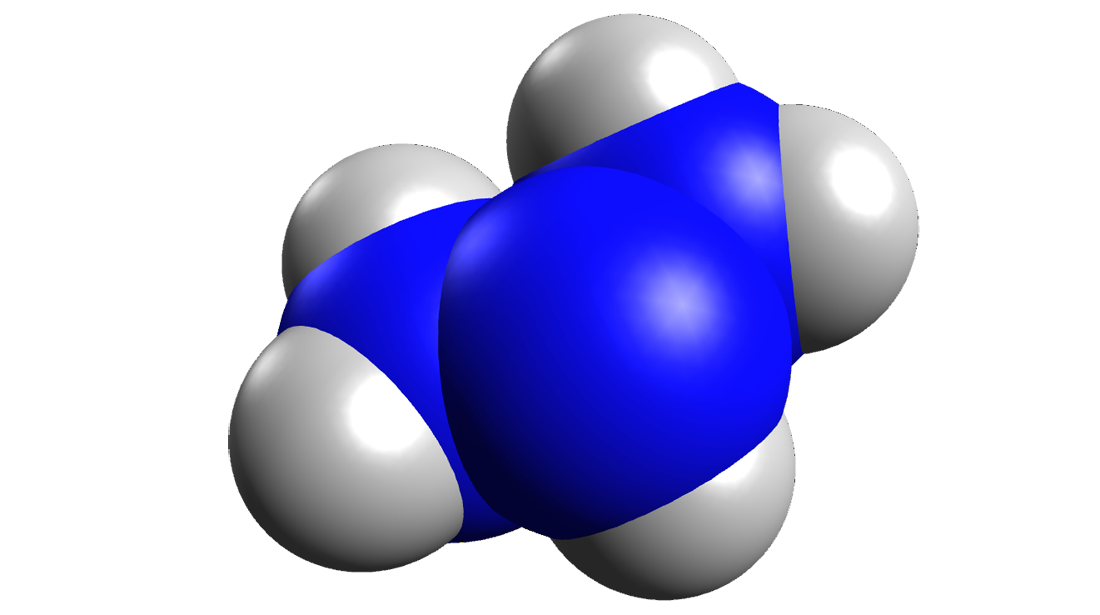
Triazane.
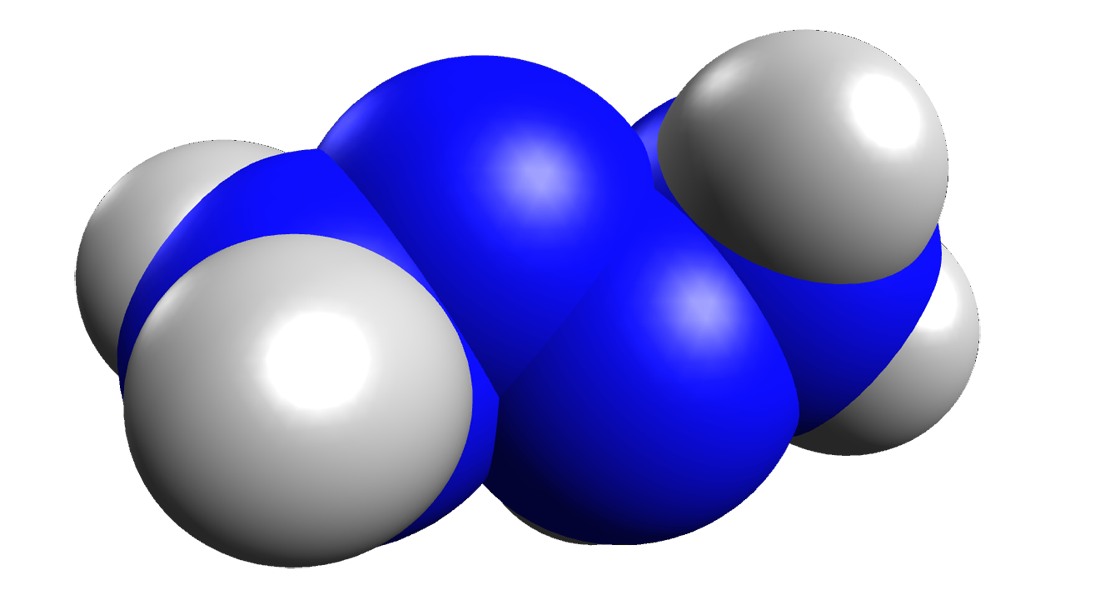
Tétrazane.

Dans la nomenclature IUPAC, l'ammoniac est appelé azane et l'hydrazine est appelée diazane.